# Vaunaveys-la-Rochette
Pour les articles homonymes, voir La Rochette.
Vaunaveys-la-Rochette est une commune française située dans le département de la Drôme, en région Auvergne-Rhône-Alpes.

## Géographie

### Localisation
La commune de Vaunaveys-la-Rochette est située à 7 km au nord de Crest (bureau centralisateur du canton), à 27 km au sud-est de Valence et à 16 km au sud de Chabeuil.

### Relief et géologie
Environnement montagneux.
Sites particuliers :
- Montgros (304 m).

### Hydrographie
La commune est arrosée par les cours d'eau suivants :
- Ravin de Fontchaude ;
- Ruisseau de Costadon ;
- Ruisseau de la Baume ;
- Ruisseau de la Besantie ;
- Ruisseau de Saleine ;
- Ruisseau des Massonnes ;
- Ruisseau d'Ourches.

Le Ruisseau des Massonnes change de nom en coulant sur les communes d'Upie puis de Montmeyran : Ruisseau de Loye. Il change encore de nom sur la commune de Montéléger : le Pétochin qui se jette dans la Véore.

### Climat
Pour des articles plus généraux, voir Climat d'Auvergne-Rhône-Alpes et Climat de la Drôme.
En 2010, le climat de la commune est de type climat méditerranéen altéré, selon une étude du Centre national de la recherche scientifique s'appuyant sur une série de données couvrant la période 1971-2000. En 2020, Météo-France publie une typologie des climats de la France métropolitaine dans laquelle la commune est exposée à un climat de montagne ou de marges de montagne et est dans une zone de transition entre les régions climatiques « Moyenne vallée du Rhône » et « Alpes du sud ». 
Pour la période 1971-2000, la température annuelle moyenne est de 12,3 °C, avec une amplitude thermique annuelle de 17,7 °C. Le cumul annuel moyen de précipitations est de 1 030 mm, avec 8,1 jours de précipitations en janvier et 4,9 jours en juillet. Pour la période 1991-2020, la température moyenne annuelle observée sur la station météorologique de Météo-France la plus proche, « Beaufort-S-Gervanne », sur la commune de Beaufort-sur-Gervanne à 9 km à vol d'oiseau, est de 12,8 °C et le cumul annuel moyen de précipitations est de 936,4 mm,. Pour l'avenir, les paramètres climatiques de la commune estimés pour 2050 selon différents scénarios d'émission de gaz à effet de serre sont consultables sur un site dédié publié par Météo-France en novembre 2022.

## Urbanisme

### Typologie
Au 1er janvier 2024, Vaunaveys-la-Rochette est catégorisée commune rurale à habitat dispersé, selon la nouvelle grille communale de densité à 7 niveaux définie par l'Insee en 2022.
Elle est située hors unité urbaine. Par ailleurs la commune fait partie de l'aire d'attraction de Valence, dont elle est une commune de la couronne,. Cette aire, qui regroupe 71 communes, est catégorisée dans les aires de 200 000 à moins de 700 000 habitants,.

### Occupation des sols
L'occupation des sols de la commune, telle qu'elle ressort de la base de données européenne d’occupation biophysique des sols Corine Land Cover (CLC), est marquée par l'importance des territoires agricoles (55 % en 2018), une proportion sensiblement équivalente à celle de 1990 (54,7 %). La répartition détaillée en 2018 est la suivante : forêts (45 %), terres arables (35,1 %), zones agricoles hétérogènes (14,7 %), prairies (5,2 %). L'évolution de l’occupation des sols de la commune et de ses infrastructures peut être observée sur les différentes représentations cartographiques du territoire : la carte de Cassini (XVIIIe siècle), la carte d'état-major (1820-1866) et les cartes ou photos aériennes de l'IGN pour la période actuelle (1950 à aujourd'hui).

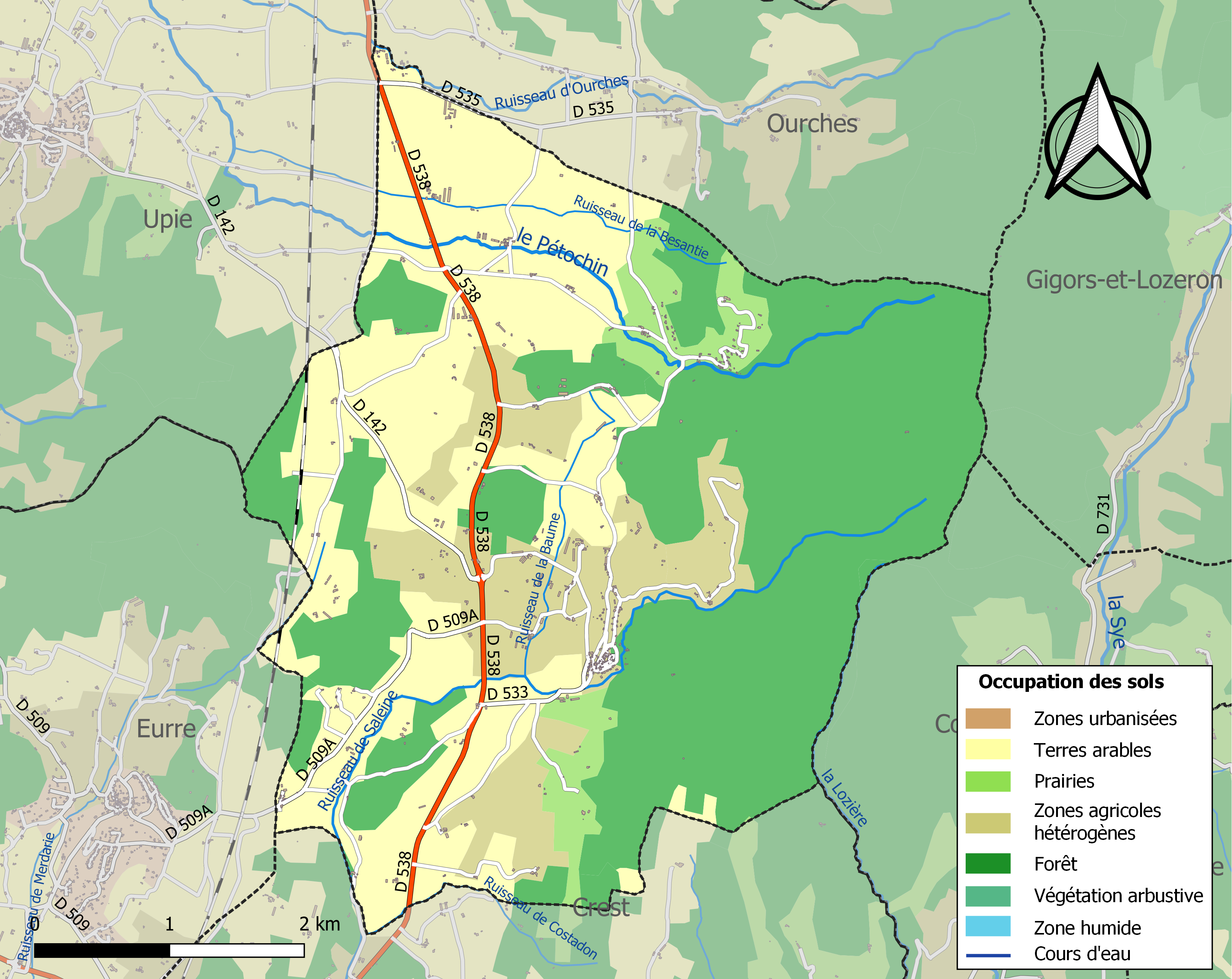
Carte des infrastructures et de l'occupation des sols de la commune en 2018 (CLC).

### Morphologie urbaine
Village perché (Vaunaveys).

#### Quartiers, hameaux et lieux-dits
Site Géoportail (carte IGN) :
- Bayane
- Beauvaire
- Béranger
- Bois de Vallon
- Brégard
- Chafin
- Chalamet
- Champsaux
- Chapelle Sainte-Philomène
- Chapelle Saint-Roch
- Chapelon
- Châtel
- Chauvet
- Cheville
- Chiron
- Costadon
- Courmaut
- Didier
- Favier
- Festeille
- Garozon
- Gonon
- Gornier
- Grange Grande
- Guigart
- la Bauderie
- Labégüe
- la Bellonnée
- la Besantie
- la Carponne
- la Cham
- la Chapèze
- la Croix du Bésot
- la Déserte
- la Gare
- la Grand Vigne
- la Gusière
- Lamotte
- la Mourière
- la Pichatte
- la Pigne
- la Rochette
- la Trappe des Loups
- Lauzel
- le Clos
- le Mas
- le Moureau
- l'Enfer
- le Ruisseau
- les Ayasses
- les Bigues
- les Bonnets
- les Chanaux
- les Chatans
- les Comtes
- le Serre Coupe
- les Fayots
- les Gondians (est)
- les Gondians (ouest)
- les Maillettes
- les Massonnes
- les Oulières
- les Pagnons
- les Peyrouses
- les Picoux
- les Portions
- les Prés
- les Ramières
- les Ransonnées
- les Sausses
- les Touches
- les Vallons
- le Vieux Village
- Leymarron
- Lunel
- Malemort
- Malombre
- Morin
- Motet
- Moulin
- Murard
- Péogier
- Pestèje
- Peu
- Peyrerol
- Peyroulier
- Piarnoux
- Picouty
- Pierre Taillée
- Pitre Rouy
- Ravel
- Ravet
- Saint-Denis
- Sallecru
- Saraillon
- Tracol
- Tromparant

## Toponymie

### Attestations

#### Vaunaveys
Dictionnaire topographique du département de la Drôme :
- 1198 : Valnaves (cartulaire de Léoncel, 63).
- 1332 : Vannavesium (Gall. christ., XVI, 130).
- 1391 : Vaunavez (choix de documents, 213).
- 1421 : Valnavez (Duchesne, Comtes de Valentinois).
- 1548 : mention de la paroisse : cura Vallis Navigii (pouillé de Valence).
- 1583 : Vaulnevés (Chabeul, notaire à Crest).
- 1585 : Vaulnavés (parcellaire).
- 1659 : Vaulnavez (archives municipales).
- 1685 : Vanavés (archives municipales).
- 1766 : Vaulnavais (archives municipales).
- 1891 : Vaunaveys, commune du canton de Crest-Nord.

#### La Rochette
Dictionnaire topographique du département de la Drôme :
- 1332 : Rocheta (Gall. christ., XVI, 130).
- 1391 : La Roche Cornilhanne (choix de documents, 213).
- XVe siècle : mention de la paroisse : ecclesia Rochete (pouillé de Valence).
- 1467 : Rupeta Cormalis (archives de la Drôme, E 2499).
- 1470 : La Rochette Cormal (archives de la Drôme, E 2514).
- 1483 : Ruppeta media (terrier de Beaumont-lès-Valence).
- 1513 : Rupeta Cormailhe (archives de la Drôme, E 2224).
- 1581 : La Rouchette (parcellaire de Vaunaveys).
- 1891 : La Rochette, commune du canton de Crest-Nord.

#### Vaunaveys-la-Rochette
En 1972 : Vaunaveys-la-Rochette à la suite de la fusion de Vaunaveys et de La-Rochette-sur-Crest.

## Histoire

### Du Moyen Âge à la Révolution

#### Vaunaveys
La seigneurie :
- Au point de vue féodal, Vaunaveys était une terre (ou seigneurie) du patrimoine des comtes de Valentinois[14].
- 1337 : Amédée Berlion est le seigneur de Vaunaveys[réf. nécessaire].
- 1450 : elle est cédée (sous faculté de rachat) aux Eurre en échange d'un quart de la seigneurie de Pierrelatte[14].
- 1504 : acquise par les Clermont-Montoison, derniers seigneurs[14].

1688 (démographie) : 100 familles.
Avant 1790, Vaunaveys était une communauté de l'élection et subdélégation de Valence et de la sénéchaussée de Crest.

Elle formait une paroisse du diocèse de Valence dont l'église était dédiée à sainte Marie-Madeleine. Les dîmes appartenaient au prieur du lieu qui présentait à la cure.
Saint-Michel
Dictionnaire topographique du département de la Drôme :
- XIVe siècle : prioratus Vallis Navigii (pouillé de Valence).
- 1619 : le prioré de Vaunavais (rôle de décimes).
- XVIIe siècle : l'esglize Sainct Michel (archives de la Drôme, E 509).
- 1891 : Saint-Michel, ruines, chapelle et cimetière de la commune de Vaunaveys.

Ancien prieuré de l'ordre de Saint-Benoît (de la dépendance de l'abbaye de Cruas) dont le titulaire était collateur et décimateur dans les paroisses de La Rochette et de Vaunaveys.

#### La Rochette
La seigneurie :
- Au point de vue féodal, La Rochette était une terre (ou seigneurie) du fief des comtes de Valentinois.
- 1339 : possession des Montmeyran.
- 1351 : la terre passe (par mariage) aux Eurre.
- Elle passe aux Bérenger.
- 1606 : vendue aux La Baume, derniers seigneurs.
- 1693 : les La Baume obtiennent l'érection des terres d'Egluy, d'Omblèze et de La Rochette en marquisat sous le nom de Pluvinel.

Avant 1790, la Rochette était une communauté de l'élection et subdélégation de Valence et de la sénéchaussée de Crest.

Elle formait une annexe de la paroisse de Vaunaveys dont l'église était dédiée à sainte Anne et dont les dîmes appartenaient au prieur de Vaunaveys (voir Saint-Michel, Vaunaveys).

### De la Révolution à nos jours
En 1790, les communes de Vaunaveys et de La Rochette sont comprises dans le canton d'Allex. La réorganisation de l'an VIII (1799-1800) les place dans le canton de Crest-Nord,.
1972 : Vaunaveys et La-Rochette-sur-Crest fusionnent pour former la commune de Vaunaveys-la-Rochette.

## Politique et administration

### Liste des maires
| Période                                                          | Période                        | Identité                                           | Étiquette | Qualité       |
| ---------------------------------------------------------------- | ------------------------------ | -------------------------------------------------- | --------- | ------------- |
| Les données manquantes sont à compléter. : Vaunaveys             |                                |                                                    |           |               |
| 1790                                                             | ?                              | ?                                                  |           |               |
| Les données manquantes sont à compléter. : La Rochette           |                                |                                                    |           |               |
| 1790                                                             | ?                              | ?                                                  |           |               |
| Les données manquantes sont à compléter. : Vaunaveys-la-Rochette |                                |                                                    |           |               |
| ?                                                                | 2001                           | ?                                                  |           |               |
| 2001                                                             | 2008                           | Éric Chareyre                                      | UMP-LR    | agriculteur   |
| 2008                                                             | 2014                           | Éric Chareyre                                      |           | maire sortant |
| 2014                                                             | 2020                           | Éric Chareyre                                      |           | maire sortant |
| 2020                                                             | En cours (au 27 décembre 2020) | monsieur Claude d'Herouville[source insuffisante], |           |               |

## Population et société

### Démographie
L'évolution du nombre d'habitants est connue à travers les recensements de la population effectués dans la commune depuis 1793. Pour les communes de moins de 10 000 habitants, une enquête de recensement portant sur toute la population est réalisée tous les cinq ans, les populations de référence des années intermédiaires étant quant à elles estimées par interpolation ou extrapolation. Pour la commune, le premier recensement exhaustif entrant dans le cadre du nouveau dispositif a été réalisé en 2007.

En 2022, la commune comptait 611 habitants, en évolution de +3,91 % par rapport à 2016 (Drôme : +2,64 %, France hors Mayotte : +2,11 %).
| 1793 | 1800 | 1806 | 1821 | 1831 | 1836 | 1841 | 1846 | 1851 |
| ---- | ---- | ---- | ---- | ---- | ---- | ---- | ---- | ---- |
| 415  | 324  | 349  | 456  | 520  | 510  | 491  | 526  | 524  |

| 1856 | 1861 | 1866 | 1872 | 1876 | 1881 | 1886 | 1891 | 1896 |
| ---- | ---- | ---- | ---- | ---- | ---- | ---- | ---- | ---- |
| 518  | 502  | 501  | 504  | 501  | 470  | 475  | 504  | 477  |

| 1901 | 1906 | 1911 | 1921 | 1926 | 1931 | 1936 | 1946 | 1954 |
| ---- | ---- | ---- | ---- | ---- | ---- | ---- | ---- | ---- |
| 469  | 434  | 440  | 373  | 344  | 329  | 319  | 327  | 298  |

| 1962 | 1968 | 1975 | 1982 | 1990 | 1999 | 2006 | 2007 | 2012 |
| ---- | ---- | ---- | ---- | ---- | ---- | ---- | ---- | ---- |
| 283  | 274  | 350  | 401  | 448  | 548  | 576  | 580  | 593  |

| 2017 | 2022 | - | - | - | - | - | - | - |
| ---- | ---- | - | - | - | - | - | - | - |
| 584  | 611  | - | - | - | - | - | - | - |

### Enseignement
La commune relève de l'académie de Grenoble.

### Manifestations culturelles et festivités
- Fête patronale : le dimanche après le 15 août[1].

## Économie

### Agriculture
En 1992 : polyculture, pâturages (ovins), porcins.

## Culture locale et patrimoine

### Lieux et monuments
- Vaunaveys : château de Vaunaveys[1].
- Vaunaveys : tours[1].
- Vaunaveys : vestiges des fortifications : remparts médiévaux[1], porte médiévale[réf. nécessaire].
- Vaunaveys : ruelles en calade[réf. nécessaire].
- La Rochette : village médiéval fortifié[réf. nécessaire].
- La Rochette : vieilles maisons et ruelles étroites[1].
- Fermes fortes[1].
- Vaunaveys : chapelle Saint-Roch (pèlerinage)[1].
- La Rochette : église au milieu des fermes[1].
- Église Sainte-Marie-Madeleine de Vaunaveys-la-Rochette.
- Église Sainte-Anne des Massonnes.
- Église de Vaunaveys, église néo-romane.

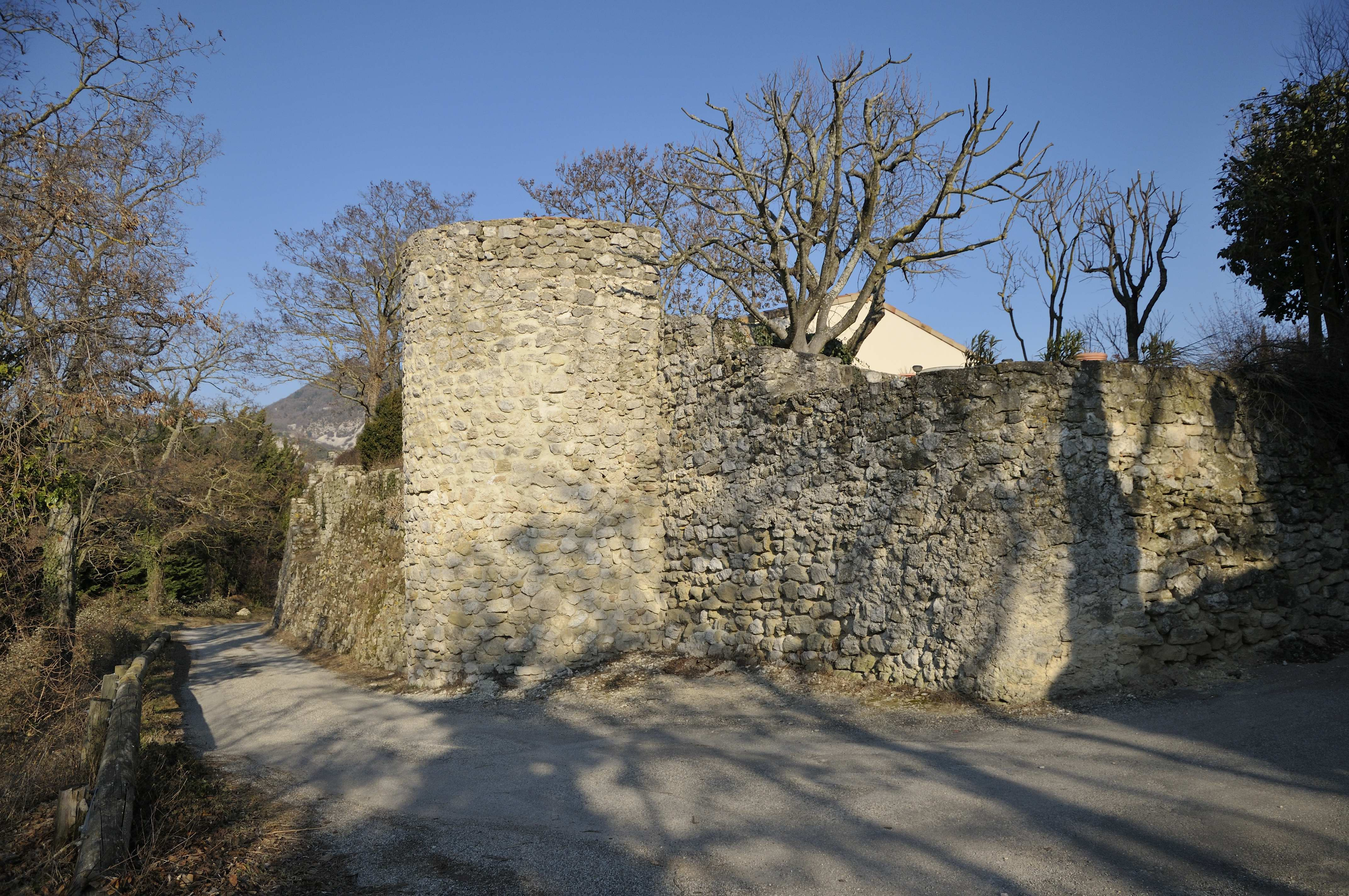
Vaunaveys : les remparts.
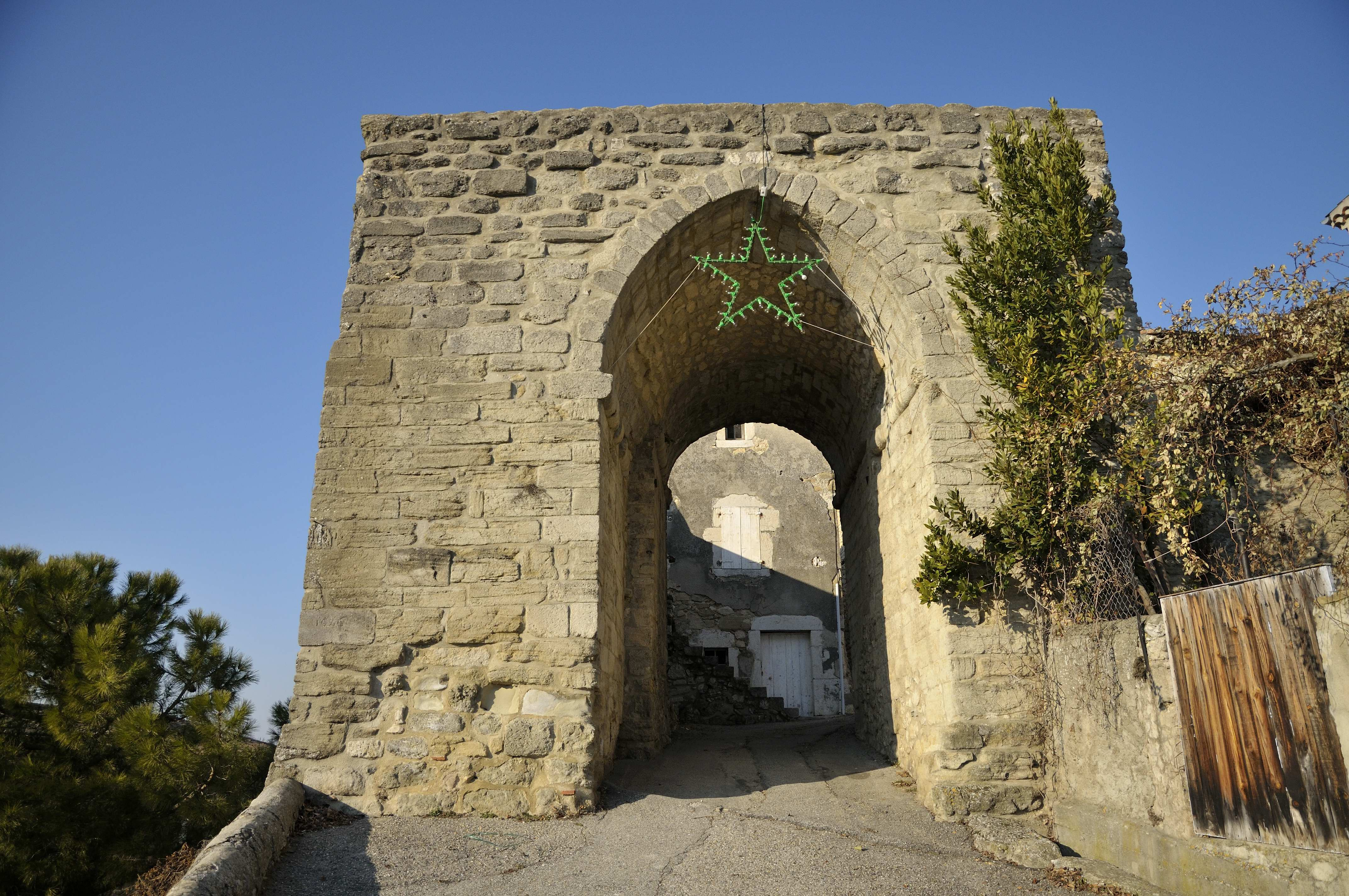
Vaunaveys : porte d'accès au vieux village.
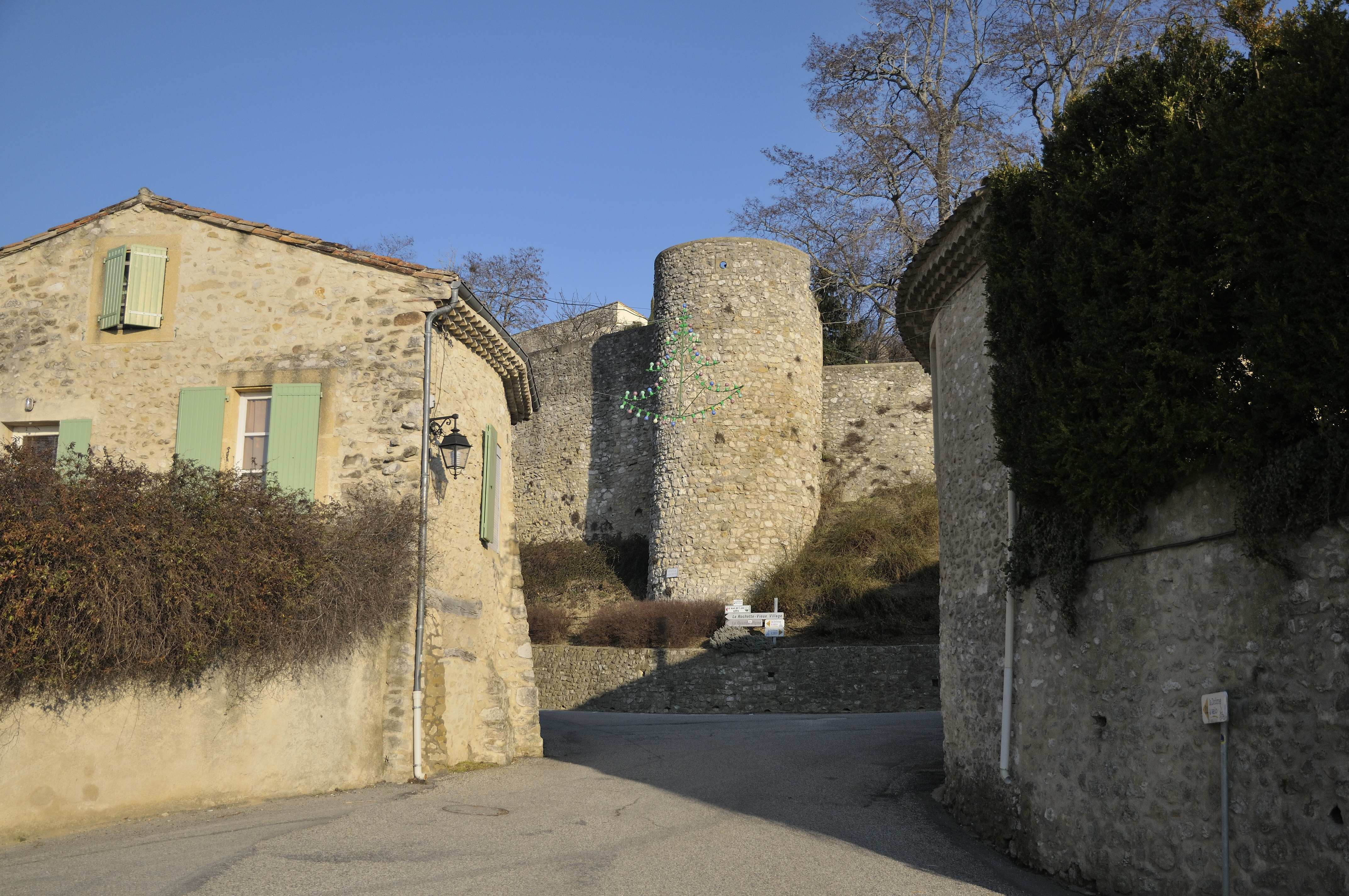
Vaunaveys : entrée du village.
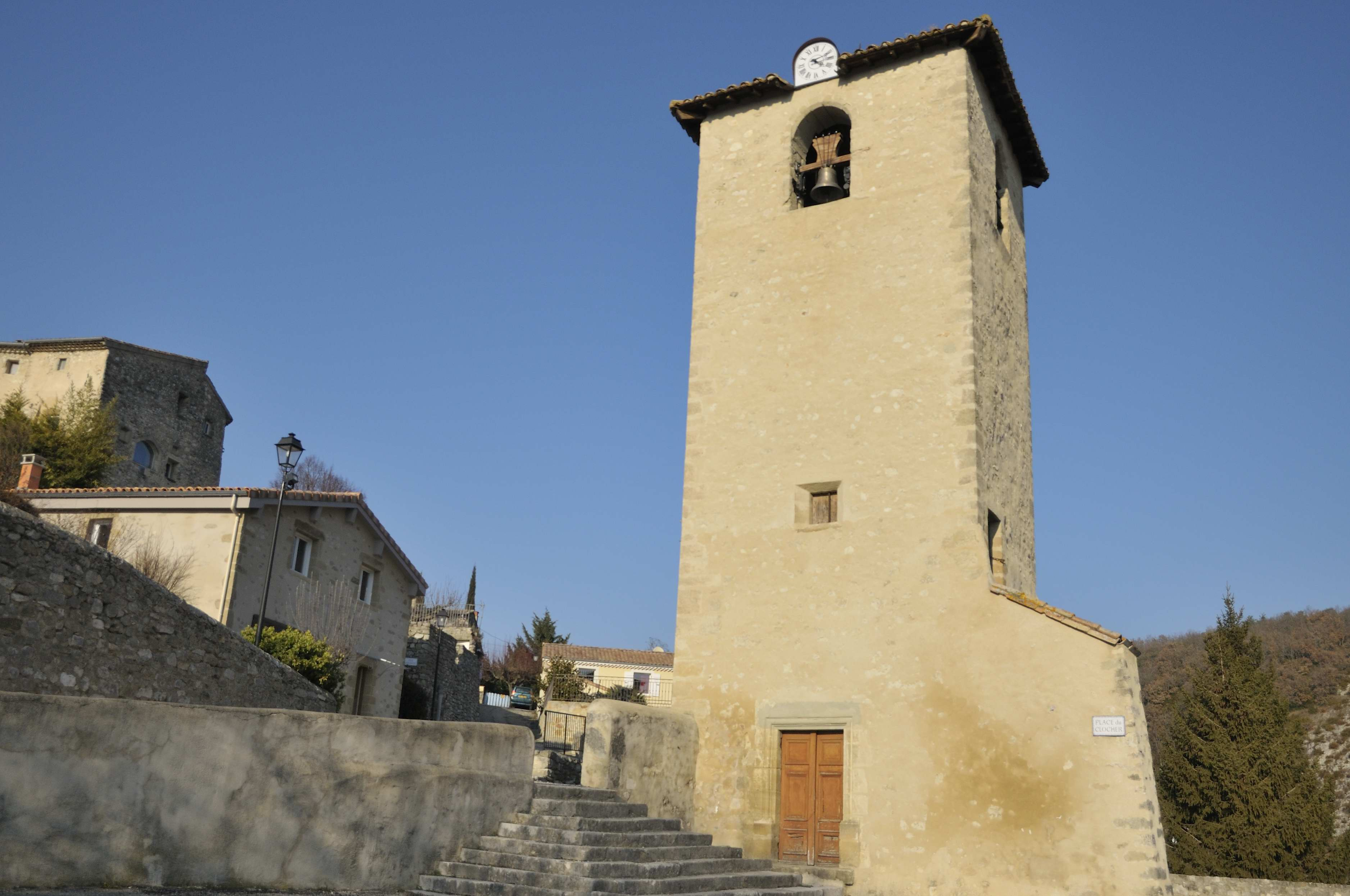
Vaunaveys : le clocher.
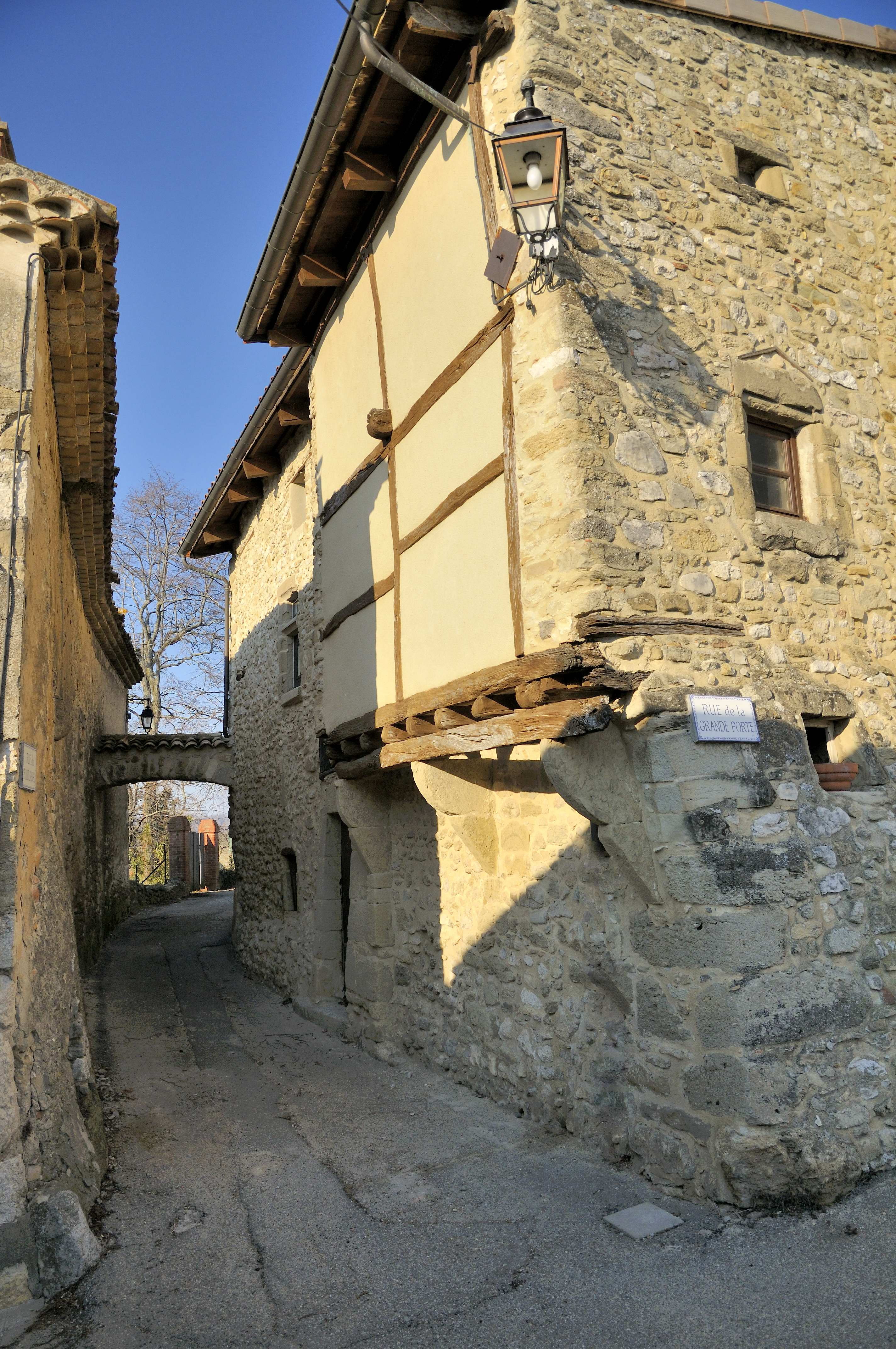
Vaunaveys : vieille maison.
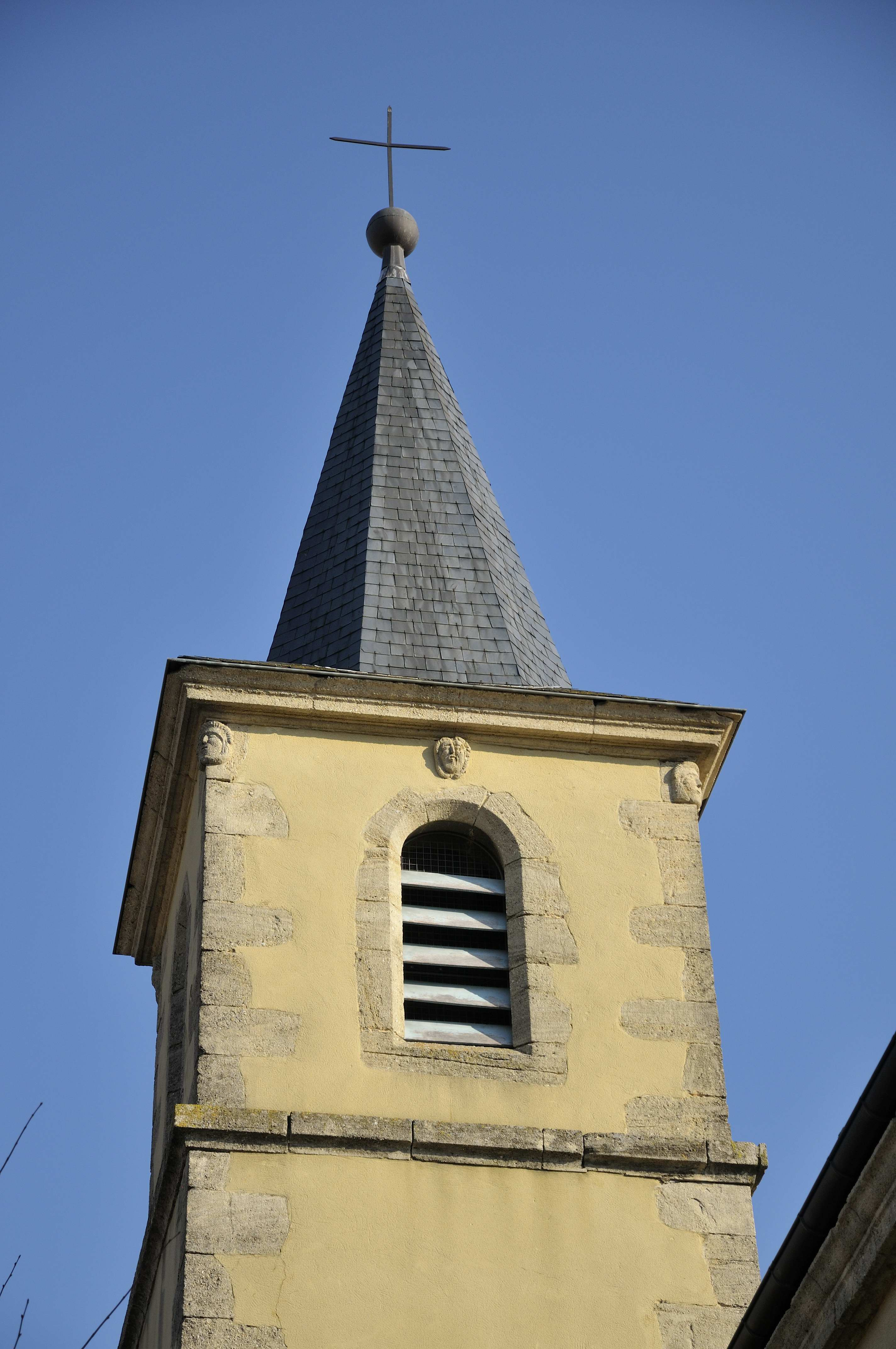
Hameau de Massonnes : clocher de l'église.

### Héraldique
| Blason de Vaunaveys-la-Rochette | Blason  | De gueules au chevron crénelé d'or accompagné en chef, à dextre, d'une porte romaine (du lieu) d'argent ouverte et maçonnée de sable, à senestre, d'un rocher d'argent et en pointe de deux clefs du même passées en sautoir. |
| Blason de Vaunaveys-la-Rochette | Détails | Créé par JF Binon. Adopté le 13 mai 2024. |